# Raúl Santi
Guillén Raúl Sánchez Prada (Melgar; 28 de julio de 1957), más conocido por su nombre artístico, Raúl Santi, es un cantautor y productor musical colombiano.

## Biografía
Nació en Melgar, Tolima, desde su niñez demostró con sus primeros cantos en Villarica mientras recogía café y cortaba caña. En 1970 viajó con su madre (costurera) y su hermano a Bogotá para vivir en una pieza en el barrio Santa Isabel. Organizó el trío Alma Latina, con el que daba serenatas. Su primer éxito radial fue «No más contigo» (1977), grabado con Discos FM, su sello de siempre.
Entre sus canciones más conocidas se hallan «Un amor en cada esquina», «Como un picaflor», «Mi despedida», «Ya me voy para mi casa», «Ámame otra vez» y «Busco un corazón». Tiene siete álbumes, decenas de canciones inéditas y ofrece permanentes conciertos en la provincia.

## Lista de sencillos
- No más contigo
- Eres para mi
- Como un picaflor
- Mi despedida
- Basta ya
- Piénsame
- Busco un corazón
- Quisiera tenerte ahora
- Todo me sale mal
- Felino
- Porque me engañaste
- Un amor en cada esquina
- Ya me voy
- No sé cómo, ni cuándo